# Antje Jackelén

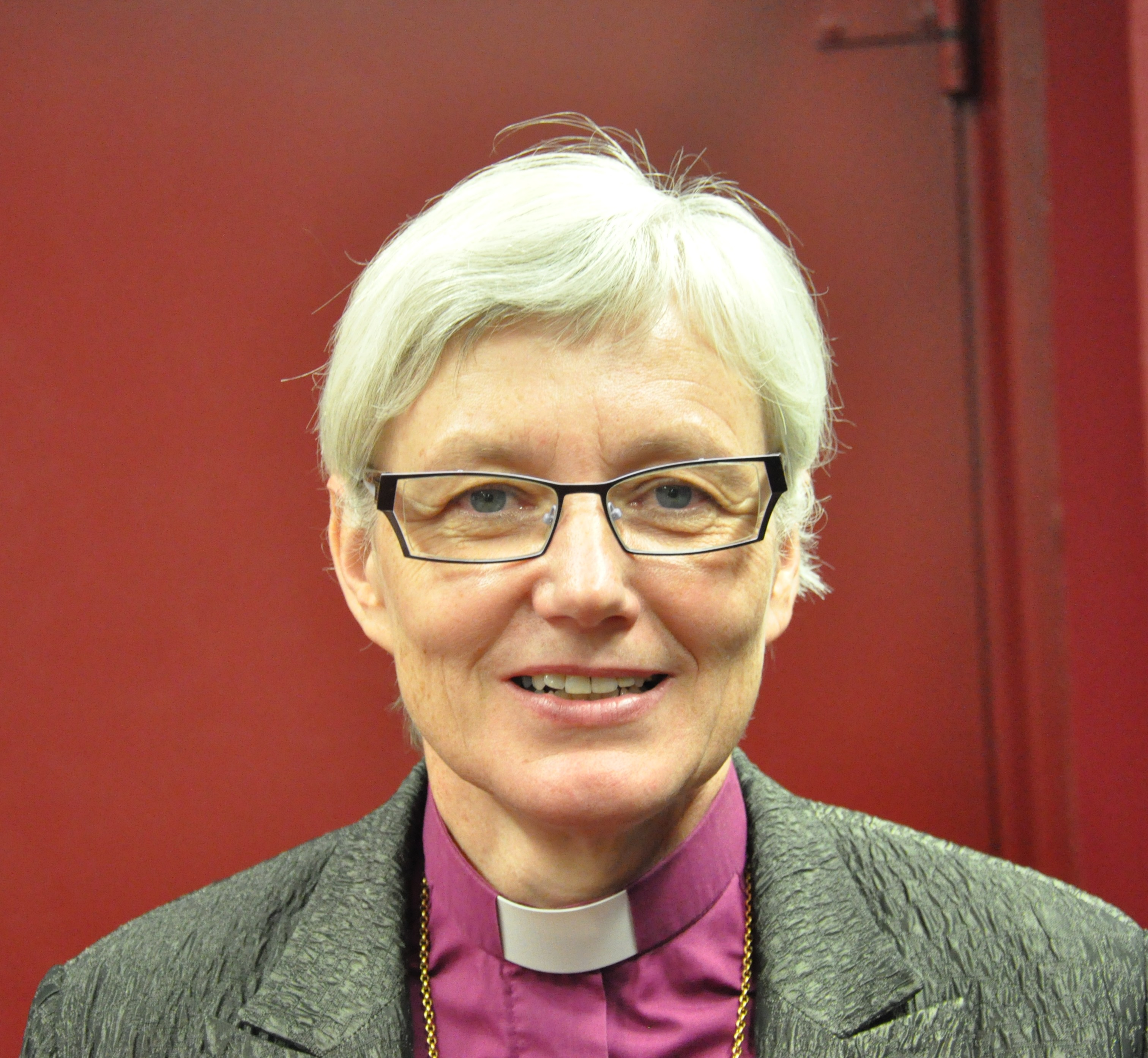
Antje Jackelén 2011.

Antje Jackelén, geb. Zöllner (* 4. Juni 1955 in Herdecke, Deutschland) ist eine evangelisch-lutherische Bischöfin. Von 2014 bis 2022 war sie Erzbischöfin von Uppsala und damit Leitende Bischöfin der Schwedischen Kirche. Zuvor war sie von 2007 bis 2014 lutherische Bischöfin von Lund in Schweden.

## Biografie
Nach dem Abitur 1973 am Städtischen Gymnasium in Wetter (Ruhr) studierte Antje Jackelén Theologie, zunächst von 1974 bis 1977 an der Kirchlichen Hochschule Bethel und an der Universität Tübingen, danach bis 1979 an der Universität Uppsala. Jackelén wurde  1980 in der Schwedischen Kirche zur Pastorin ordiniert und 1999 zum Doktor der Theologie an der Universität Lund promoviert. Ihre Dissertation behandelte das Thema Zeit und Ewigkeit: die Frage der Zeit in Kirche, Naturwissenschaft und Theologie.
Jackelén wirkte von 1981 bis 1988 als Pastorin in der Kirchengemeinde Tyresö im Bistum Stockholm. Danach war sie von 1988 bis 1994 in der Kirchengemeinde Gårdstånga im Bistum Lund tätig und darauf in der Domgemeinde im Bistum Lund von 1995 bis 1996.
Nach dem Erhalt ihres Doktorgrades arbeitete sie von 1999 bis 2001 an der Universität Lund und war von 2001 bis 2007 als Professorin für Systematische Theologie, Religion und Wissenschaft an der Lutheran School of Theology at Chicago tätig, dabei ab 2003 als Direktorin des Zygon Center for Religion and Science. 2007 wurde sie zur Bischöfin von Lund gewählt und folgte Christina Odenberg in diesem Amt. Nach Odenberg und Caroline Krook wurde Jackelén die dritte Bischöfin in der Schwedischen Kirche. Die Wahl von Antje Jackelén war in zweifacher Hinsicht ein Novum in der Schwedischen Kirche. Zum einen, weil sie die erste Bischöfin war, die von der Kirche selbst gewählt wurde (zuvor hatte der schwedische Staat die Bischöfe berufen). Darüber hinaus war ihre Wahl zur Bischöfin auch die erste Bischofswahl, die bereits im ersten Wahlgang entschieden wurde. Am 15. April 2007 wurde Jackelén im Dom zu Uppsala geweiht.
Am 15. Oktober 2013 wurde sie zur Erzbischöfin der Schwedischen Kirche gewählt und trat am 15. Juni 2014 ihr Amt an. Sie war damit die erste Frau an der Spitze der Schwedischen Kirche. Im Oktober 2022 trat sie in den Ruhestand. Zu ihrem Nachfolger wurde am 8. Juni 2022 Bischof Martin Modéus  gewählt.
Jackelén ist mit dem lutherischen Pastor Heinz Jackelén verheiratet und Mutter zweier Töchter. Am 18. November 2016 erhielt sie von der Theologischen Fakultät der Ernst-Moritz-Arndt-Universität Greifswald die Ehrendoktorwürde.

## Werke
- Zeit und Ewigkeit. Die Frage der Zeit in Kirche, Theologie und Naturwissenschaft. Neukirchener Verlag, Neukirchen-Vluyn 2002, ISBN 978-3-7887-1900-5 (Originaltitel: Zeit und Ewigkeit. Die Frage der Zeit in Kirche, Naturwissenschaft und Theologie. Lund 1999.).
- Antje Jackelén: Zeit und Ewigkeit. In: Dialog Theologie & Naturwissenschaften. Evangelischen Akademie im Rheinland, Dezember 2012, abgerufen am 10. Dezember 2017.